# Гарагёзлю
Гарагёзлю (азерб. Qaragözlülər) — этнографическая группа азербайджанцев, проживающая в основном в остане Хамадан в Иране. Говорят на одном из южных диалектов азербайджанского языка.

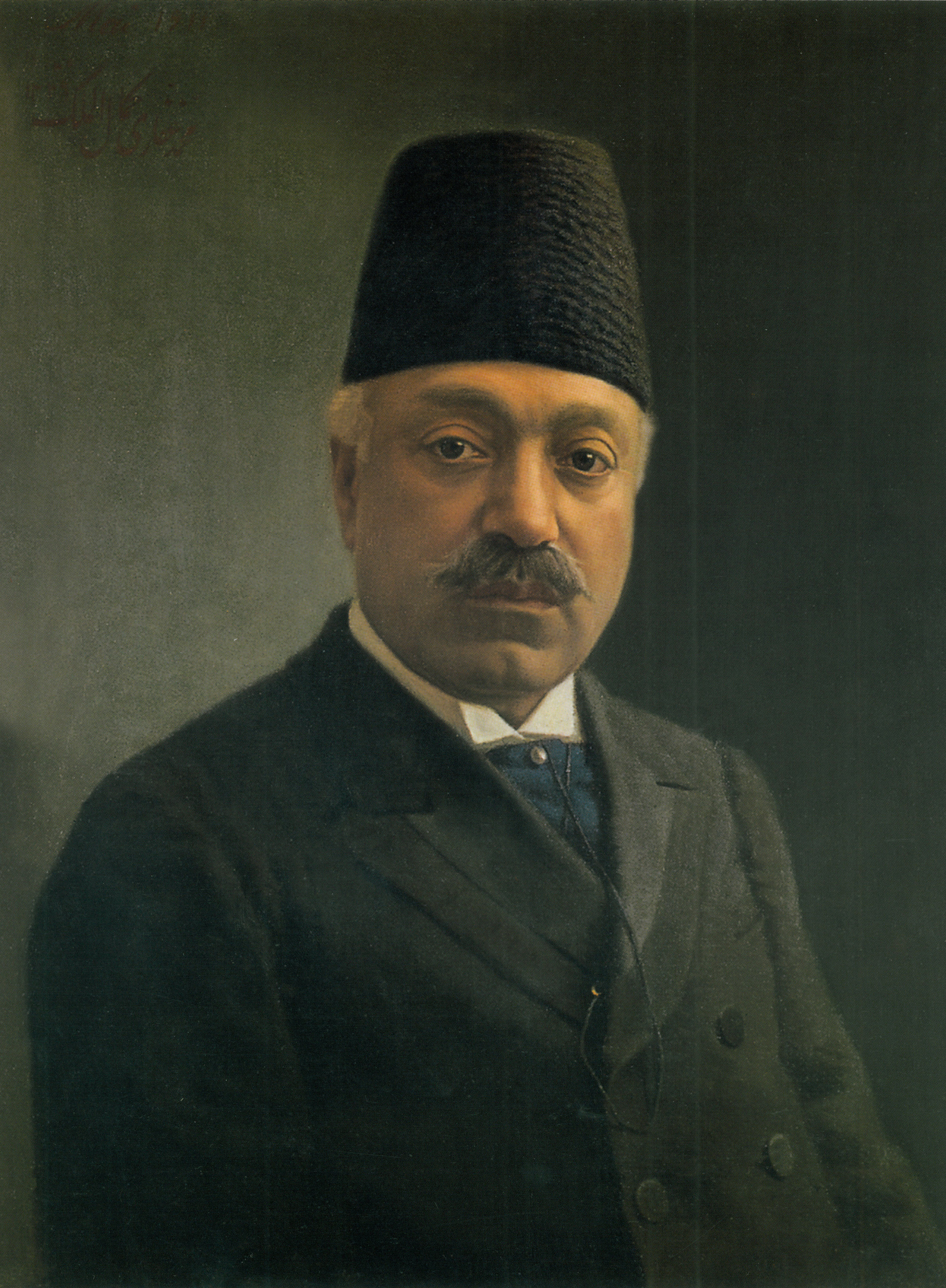
Абульгасым-хан Насир аль-Мульк Гарагёзлю — премьер-министр Каджарского государства и регент Ахмед шаха Каджара

## Численность и расселение
Гарагёзлю проживают в провинции Хамадан в Иране, а также к ним относятся сёла с названием Гарагёзлю в Зангиланском, Габалинском и Шабранском районах Азербайджана. Подразделение гарагёзлю также имеется среди кашкайцев в остане Фарс. Гарагёзлю делится на рода ашиглы, хаджилы, худабендли и озбякьли. В первой половине XIX века гарагёзлю насчитывали около 12 тысяч человек. В 1840—41 годах в Хамадане проживало 15 тыс. представителей племени. В 1888 году численность гарагёзлю составляла 60 тыс., которые проживали в Персидском Ираке, Казвине и Хамадане. В 1912 году их насчитывалось 5 тыс. семейств. В 1921 году из 270 деревень провинции Хамадан более 95 % населяли рода гарагёзлю ашиглы, хаджилы и худабендли.

## История
Гарагёзлю ведут свой род от Кара Мухаммеда, брата Кара Юсуфа, одного из правителей государства Кара-Коюнлу. Первое упоминание о них относится к XVI веку, они входили в состав кызылбашей. В XVIII веке они играли важную политическую роль и также упоминались неоднократно. Гарагёзлю, поддержали Каджаров с момента начала борьбы за власть Ага Мухаммед-ханом. Их вождь был назначен губернатором Хамадана. Из них был Мухаммедхусейн-хан, который участвовал в ликвидации Арделанского ханства и хорошо известный в Каджарском государстве в XIX веке дервиш из ордена Ниметуллахи Мухаммед Джафар Маджзуб Али шах.